# Apiocera aurelia
Apiocera aurelia is een vliegensoort uit de familie Apioceridae. De wetenschappelijke naam van de soort is voor het eerst geldig gepubliceerd in 1970 door Artigas.
De soort komt voor in Chili.